# Elimia vanuxemiana
Elimia vanuxemiana är en snäckart som först beskrevs av I. Lea 1843.  Elimia vanuxemiana ingår i släktet Elimia och familjen Pleuroceridae. IUCN kategoriserar arten globalt som utdöd. Inga underarter finns listade i Catalogue of Life.